# Neotrachystola superciliata
Neotrachystola superciliata är en skalbaggsart som beskrevs av Pu 1997. Neotrachystola superciliata ingår i släktet Neotrachystola och familjen långhorningar. Inga underarter finns listade i Catalogue of Life.